# Kremlin Cup 2000 - Qualificazioni doppio maschile
Le qualificazioni del doppio maschile del Kremlin Cup 2000 sono state un torneo di tennis preliminare per accedere alla fase finale della manifestazione. I vincitori dell'ultimo turno sono entrati di diritto nel tabellone principale. In caso di ritiro di uno o più giocatori aventi diritto a questi sono subentrati i lucky loser, ossia i giocatori che hanno perso nell'ultimo turno ma che avevano una classifica più alta rispetto agli altri partecipanti che avevano comunque perso nel turno finale.
Le qualificazioni del doppio del torneo Kremlin Cup 2000 prevedevano 4 coppie partecipanti di cui una è entrata nel tabellone principale.

## Teste di serie
1. Paul Kilderry /  Marc Rosset (Qualificati)

1. Lars Burgsmüller /  Aleksandar Kitinov (primo turno)

## Qualificati
1. Paul Kilderry  /   Marc Rosset

## Tabellone

### Legenda
| - Q = Qualificato - WC = Wild card - LL = Lucky loser | - ALT = Alternate - SE = Special Exempt - PR = Protected Ranking | - w/o = Walkover - r = Ritirato - d = Squalificato |

|  | Primo turno | Primo turno                         | Primo turno                         | Primo turno | Primo turno |  |  | Ultimo turno | Ultimo turno              | Ultimo turno              | Ultimo turno | Ultimo turno |  |
|  |             |                                     |                                     |             |             |  |  |              |                           |                           |              |              |  |
|  | 1           | Paul Kilderry Marc Rosset           | Paul Kilderry Marc Rosset           | 6           | 6           |  |  |              |                           |                           |              |              |  |
|  |             | Goran Ivanišević Sándor Noszály     | Goran Ivanišević Sándor Noszály     | 3           | 4           |  |  | 1            | Paul Kilderry Marc Rosset | Paul Kilderry Marc Rosset | 6            | 6            |  |
|  |             | Harel Levy Alberto Martín           | Harel Levy Alberto Martín           | 6           | 6           |  |  |              | Harel Levy Alberto Martín | Harel Levy Alberto Martín | 4            | 4            |  |
|  | 2           | Lars Burgsmüller Aleksandar Kitinov | Lars Burgsmüller Aleksandar Kitinov | 2           | 0           |  |  |              |                           |                           |              |              |  |